# Indios pueblo

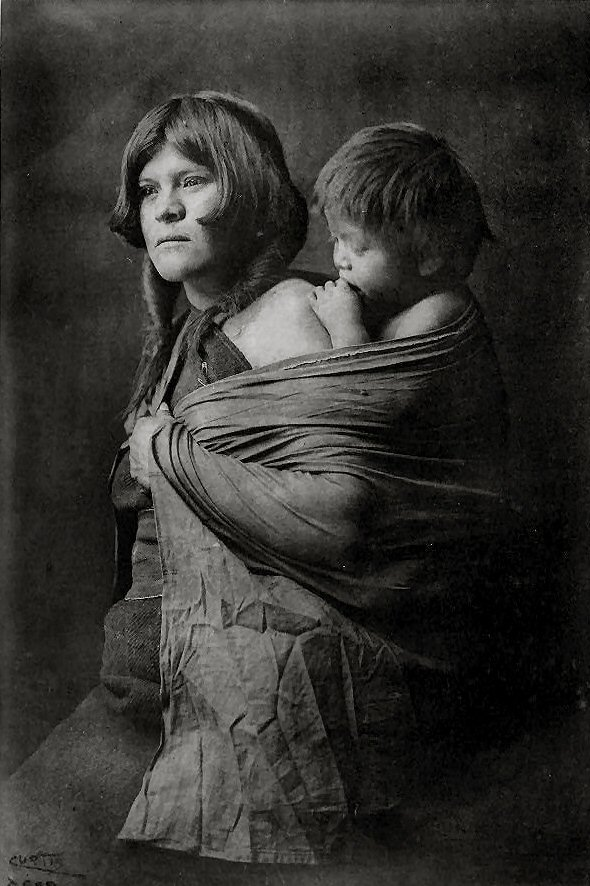
Mujer hopi. Fotografía de Edward S. Curtis.

La cultura pueblo son un grupo nativo americano de unos 40 000 individuos que habita sobre todo en el estado de Nuevo México, en el suroeste de Estados Unidos. El término “pueblo” o anasazi se refiere tanto a la agrupación como a su modelo de vivienda: un complejo de habitaciones de varios niveles hecho de barro y piedra, con un techo de vigas cubierto con barro.
Los grupos pueblo incluyen a los hopi, los zuñi, y otros grupos más reducidos. Son los modernos descendientes de los anasazi, una antigua civilización que floreció entre los siglos XIII y XVI. La aldea pueblo más antigua es Acoma, que tiene una historia ininterrumpida de unos 1000 años y más de 2000 de antigüedad. Eran agricultores eficientes, que desarrollaron un sistema de irrigación. Los poblados pueblo se construían sobre una plataforma alta con propósitos defensivos.
En la actualidad los pueblo viven en una combinación de viviendas antiguas y modernas y ganan su sustento con la agricultura y la cerámica, por la cual son famosos en el mundo. Las fricciones continúan existiendo hoy en día entre los Pueblo y los navajo, a quienes consideran los últimos invasores de su territorio.

## Diversidad
Étnicamente y lingüísticamente son heterogéneos, ya que por ejemplo sus lenguas parecen pertenecer a al menos cuatro familias lingüísticas diferentes, siendo varias lenguas habladas por subgrupos de los pueblo lenguas aisladas sin parentescos conocidos.
Los grupos pueblo incluyen a los hopi (familia utoazteca), los zuñi (lengua aislada) y otros grupos más reducidos como los keres de la familia keresana, y los jemez (acoma) y los tanoanos (Taos) (f. kiowa-tanoana).

## Historia

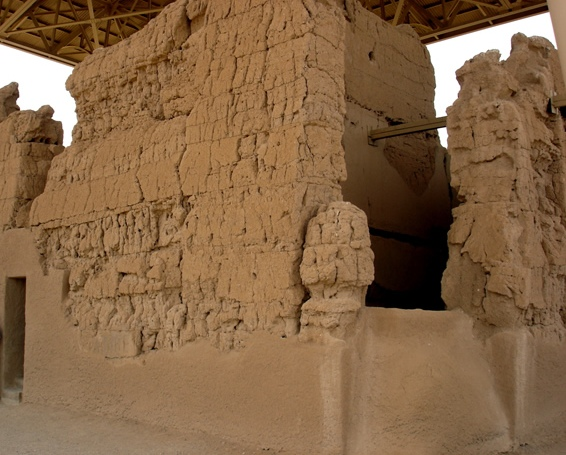
Complejo monumental de Casa Grande (Arizona), (cultura Hohokam).

Se considera que los actuales Pueblo son los modernos descendientes de los anasazi, una antigua civilización que floreció entre los siglos XIII y XVI (aunque no es fácil asegurar la continuidad poblacional o el vínculo demográfico). La sedentarización progresiva de los cazadores-recolectores asociada al desarrollo de la agricultura, produce la emergencia de una nueva cultura llamada de los Pueblos, en referencia a las poblaciones construidas con ladrillos. El inicio de esta cultura (periodo Pueblo I, del 700 al 900) se caracteriza por pequeñas casas solitarias y el cultivo del algodón. El periodo Pueblo II (del 900 al 1100) marca el apogeo cultural, confirmado por un enriquecimiento de los adornos. El periodo Pueblo III (del 1110 al 1300) marca el deterioro de la cultura y su repliegue a Mesa Verde con unos poblados rudimentarios. Se cree que el repliegue a Mesa Verde se debió a una conquista por parte de Aztecas o Toltecas. A partir del año 1300, los indígenas emigraron al valle del Río Bravo y sus alrededores. La aldea pueblo más antigua es Acoma, que tiene una historia ininterrumpida de unos 1000 años. Eran agricultores eficientes, que desarrollaron un sistema de irrigación y comerciaron con las culturas de Mesoamérica como los Aztecas. Se destacaron en arquitectura, construyendo edificios de hasta 5 pisos y fortalezas militares. Los poblados pueblo se construían sobre una plataforma alta con propósitos defensivos.  

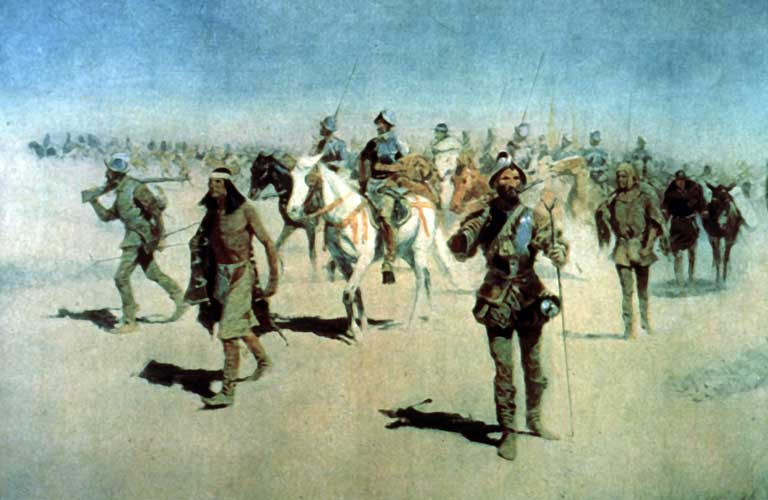
La expedición de Francisco Vázquez de Coronado en 1542.

Etnias rivales habrían sido los hohokam que llegaron al área en el siglos XII y habrían formado un estado o conjunto de cacicazgos estables y construyeron complejos como el conjunto monumental de Casa Grande. Otra etnia rival, los mogollón formaron una cultura que floreció entre los siglos IX y XV. Ya en el siglo XVI los españoles comandados por Francisco Vázquez de Coronado, penetraron en la región en 1540 desatando la Guerra del Tiguex, donde los indios Pueblo fueron liderados por el cacique Xauían. La guerra terminó en 1542 con la retirada europea. Los españoles volvieron en 1598 de la mano de Juan de Oñate que conquistó a los Pueblo y funda el primer bastión colonial permanente. Entre finales de 1598 y 1599 sucedió una insurrección indígena que fue castigada con mucha severidad por Oñate, lo que desalentó la lucha por la independencia. Sin embargo, la condena de 47 curanderos Pueblo por parte de los españoles en 1675 produjo malestar en los indígenas. Uno de los líderes religiosos liberados, Popé, comenzó a organizar una insurrección Pueblo para desterrar a los españoles y volver a la religión tradicional, por lo que en 1680 los Pueblo llevaron a cabo una gran revuelta que logró expulsar a los colonizadores durante 12 años.
En 1681 Antonio de Otermin se dirigió al Tiguex para iniciar la reconquista de los indios Pueblo, pero tras una serie de batallas, decidió volver a México en 1682. En 1692 Diego de Vargas entró al Tiguex con una tropa de soldados. Puso en sitio al pueblo de Santa Fe y pidió a los indios que se rindieron. Les prometió clemencia a todos los que se sometieran a la autoridad del rey y que volvieran a la fe cristiana. Luego de un tiempo los indios Pueblo se rindieron reincorporándose el Tiguex al Imperio Español. En 1693 Diego de Vargas viajó a México para llevar a otro grupo de colonos, los indios pueblo rompieron el acuerdo y volvieron a ocupar la ciudad de Santa Fe. Vargas y sus tropas asaltaron la ciudad, matando a muchos de los rebeldes en batalla. Otra sublevación aconteció en 1696, en la que murieron cinco misioneros y otros 21 españoles. La guerra continuó varios años, pero al final la sublevación se ahogó y la colonia se fortaleció.
En 1824 España perdió el Tiguex y el territorio pasó a formar parte de México, que a su vez lo perdió en 1848 a manos de Estados Unidos. Con la llegada paulatina de los inmigrantes estadounidenses, empezó la pérdida masiva de tierras por parte de los indios Pueblo en el sistema legal estadounidense. Durante las controversiales deliberaciones de la "U.S. Court of Private Land Claims" entre 1891 y 1904, casi treinta y tres millones de acres fueron perdidos en favor de los abogados del "Ring de Santa Fe" y un Gobierno Federal que todavía actuaba bajo la influencia poderosa del mito del Destino Manifiesto. Muchos indios Pueblo quedaron en la indigencia por perder sus tierras comunales.
En la actualidad los indios pueblo viven en una combinación de viviendas antiguas y modernas y ganan su sustento con la agricultura y la cerámica, por la cual son famosos en el mundo.